# Focillidia grenadensis
Focillidia grenadensis là một loài bướm đêm trong họ Erebidae.